# Leucoloma latifolium
Leucoloma latifolium là một loài rêu trong họ Dicranaceae. Loài này được Broth. & P. de la Varde mô tả khoa học đầu tiên năm 1926.